# Blue Marlin
Die Blue Marlin ist ein Halbtaucherschiff der niederländischen Reederei Dockwise Shipping. Sie zählt zu den größten Schiffen ihrer Art.

## Geschichte
Das Schiff wurde unter der Baunummer 726 von der China Shipbuilding Corporation in Kaohsiung (Taiwan) für die norwegische Offshore Heavy Transport in Oslo gebaut. Es wurde am 8. April 1999 auf Kiel gelegt und lief am 23. Dezember 1999 von Stapel. Am 25. April 2000 war es fertiggestellt.
Das Schiff wurde ursprünglich zum Transport von bis zu 30.000 Tonnen schweren Ölbohrplattformen gebaut.
Am 6. Juni 2001 wurde die Blue Marlin von der niederländischen Dockwise Shipping gekauft. Um die Jahreswende 2003/04 wurde das Schiff auf der Hyundai Mipo Werft im südkoreanischen Ulsan auf 63 Meter verbreitert.
Die 224 m lange und 63 m breite Blue Marlin hat ein Schwesterschiff, die Black Marlin, die allerdings nur 42 Meter breit ist.

## Funktionsweise
Das Schiff flutet seine Wassertanks und sinkt so mit der tief liegenden Ladefläche unter Wasser. Der Maximaltiefgang beträgt im getauchten Zustand 28,40 m.
Danach wird das Transportobjekt mittels Schlepper über die Ladefläche gebracht und die Tanks werden anschließend leergepumpt, wodurch das Schiff mitsamt der Ladung auf dem Deck wieder aufsteigt.

## Bekannte Transporte
Weltweit bekannt wurde die Blue Marlin durch den Transport des US-amerikanischen Zerstörers Cole, der bei einem Sprengstoffanschlag im Hafen von Aden schwer beschädigt worden war. Sie transportierte das Schiff vom 29. Oktober bis 13. Dezember 2000 vom Anschlagsort nach Pascagoula, Mississippi, wo es in seiner Bauwerft von Ingalls Shipbuilding repariert wurde.
Im Juli 2005 transportierte die Blue Marlin eine ganze Gasverflüssigungsanlage für das Gasfeld Snøhvit (Norwegen) vom spanischen Cádiz nach Hammerfest über 5000 km weit. Die Mission wurde in nur elf Tagen abgeschlossen.
2012 bzw. 2013 transferierte die Blue Marlin beide Neubauten der australischen Helikopter-Docklandungsschiffe der Canberra-Klasse vom spanischen Vigo nach Melbourne.

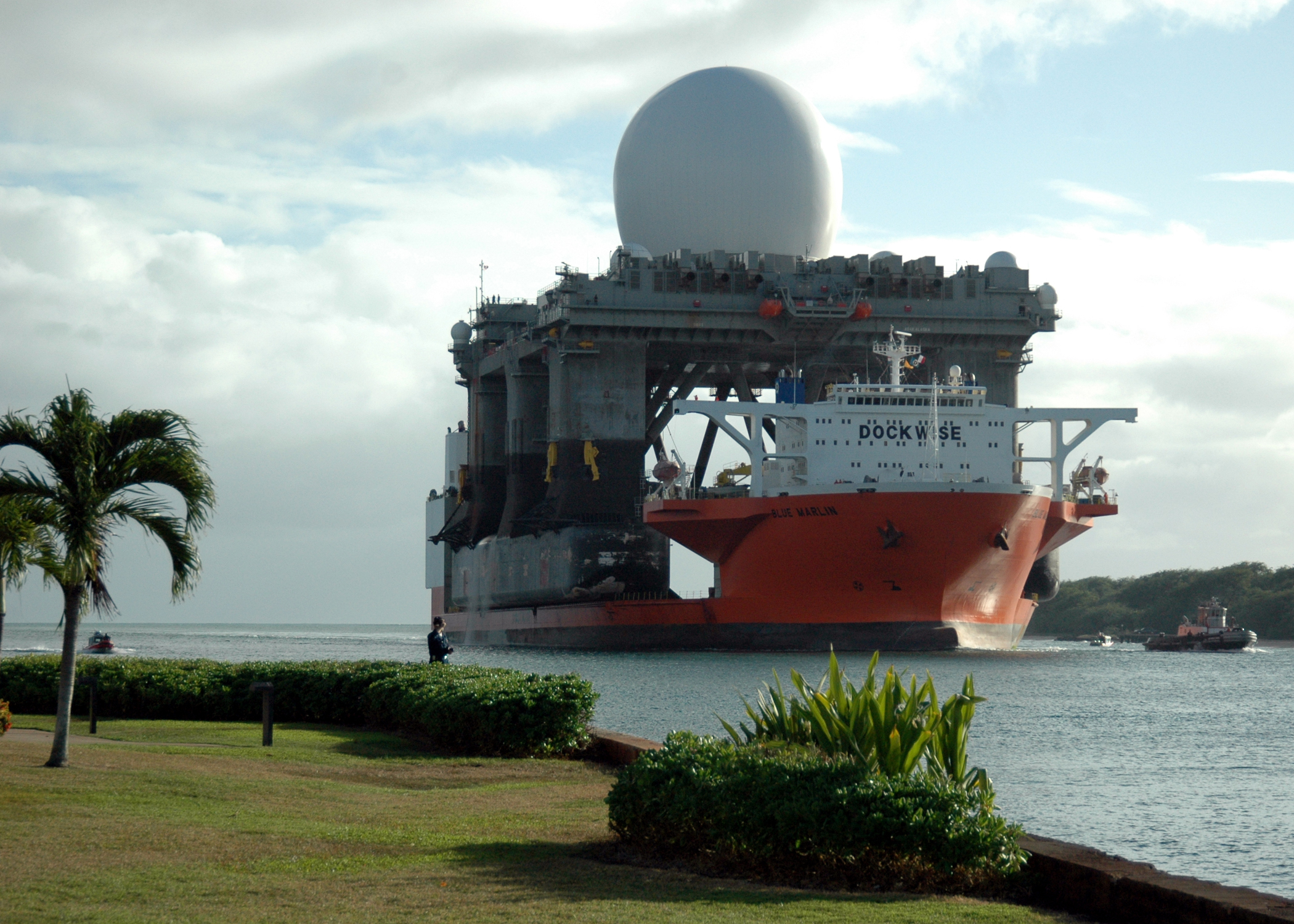
Blue Marlin trägt die Radar-Plattform Sea-Based X-Band Radar
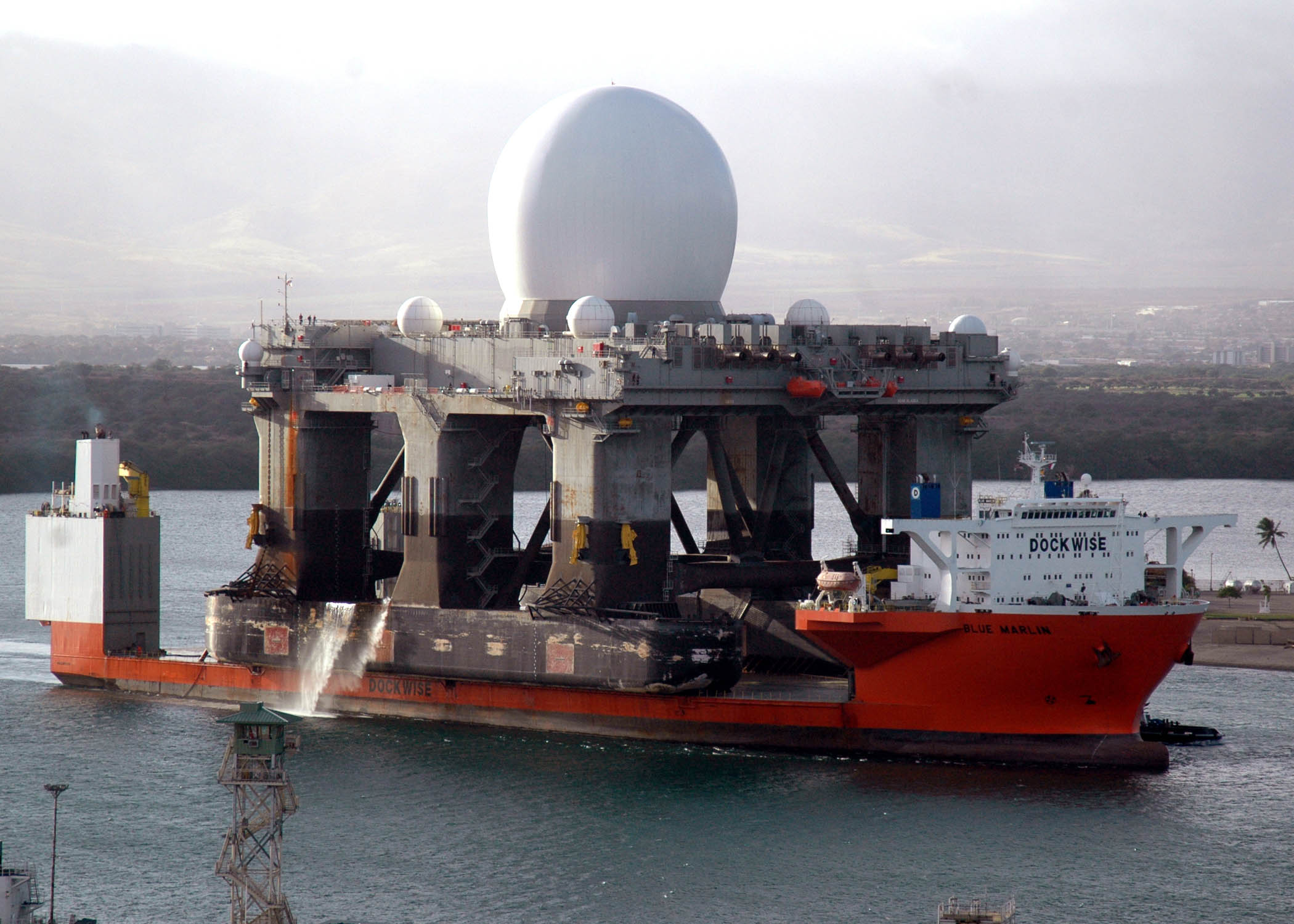
Blue Marlin mit Radarplattform in Pearl Harbor am 9. Januar 2006
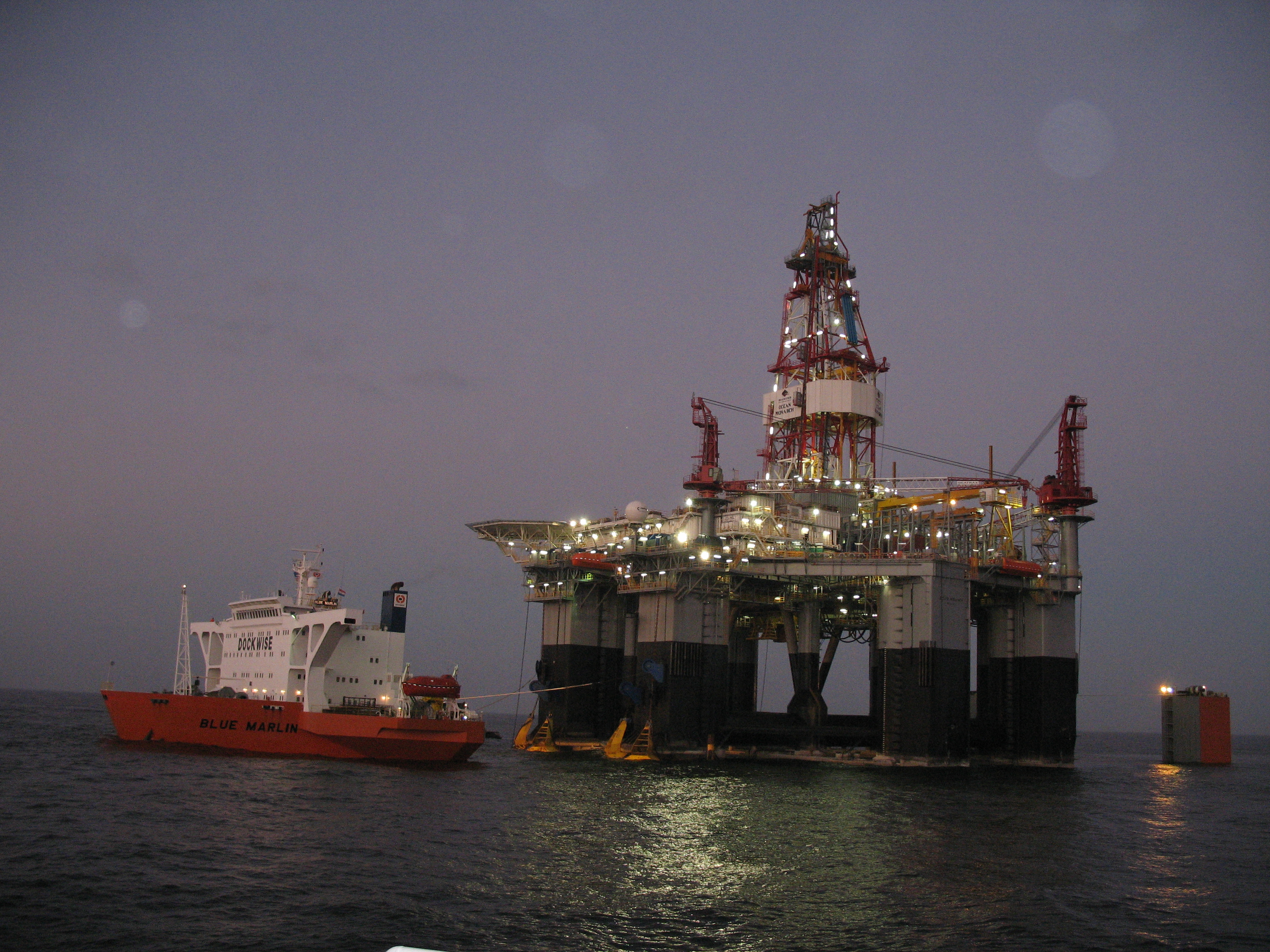
Das Schiff mit gefluteten Wassertanks
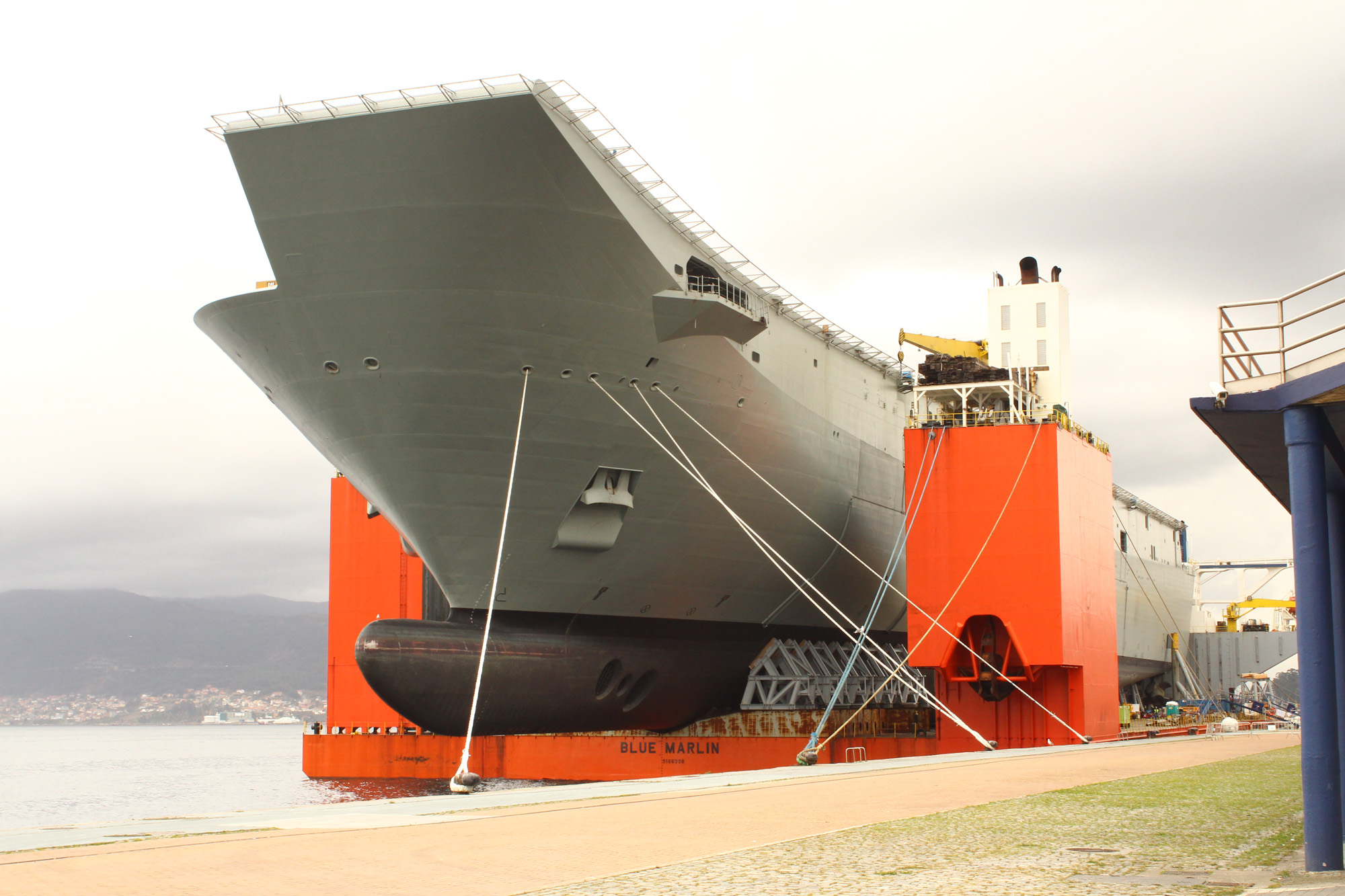
Bei der Verladung der HMAS Adelaide zum Transport nach Australien